# Новикова, Елена Чеславовна
Елена Чеславовна Новикова (урожд. Ангевич; 30 ноября 1923 года, Москва — 11 января 2021 года, там же) — советский и российский учёный-педиатр, специалист в области неонатологии и один из создателей советской и российской школы неонатологов. Доктор медицинских наук (1967), профессор, заслуженный деятель науки РСФСР. Заместитель министра здравоохранения СССР по вопросам охраны здоровья детей и женщин (1972—1984).

## Биография
Родилась 30 ноября 1923 года в Москве. Отец — Чеслав Эдуардович Ангевич; по национальности — поляк, преподавал в Демидовском лицее (Ярославль), в 1938 году в связи с выдвинутыми против него ложными обвинениями подвергся репрессиям и умер в лагере. Мать — Капитолина Петровна Ангевич (урождённая Бычкова).
С ранних лет Новикова стремилась стать детским врачом. Окончила 1-й Московский медицинский институт (ныне — Первый Московский государственный медицинский университет имени И. М. Сеченова); часть периода обучения Новиковой в вузе пришлась на годы Великой Отечественной войны, поэтому девушка совмещала учёбу с работой в госпиталях.
В 1945 году вышла замуж за И. А. Новикова. В 1947—1948 годах работала педиатром в женской исправительно-трудовой колонии (ИТК-3) в Ярославской области, куда была направлена вместе с мужем по распределению. В сентябре 1949 года поступила в аспирантуру Научно-исследовательского института педиатрии АМН СССР; являлась ученицей советского педиатра, академика АМН СССР Г. Н. Сперанского.
В 1954 году Новикова успешно защитила диссертацию на соискание учёной степени кандидата медицинских наук, посвящённую обенностям кровообращения у недоношенных детей, а затем начала работу в НИИ педиатрии АМН СССР в качестве младшего научного сотрудника. В 1960 году Новикова была по конкурсу избрана на должность заведующего отделения новорождённых Института акушерства и гинекологии Министерства здравоохранения РСФСР, а в 1961 году — на должность заведующего отделения патологии недоношенных и новорождённых детей. Работа Новиковой в институте была отмечена орденом «Знак Почёта».
В 1967 году успешно защитила диссертацию на соискание учёной степени доктора медицинских наук; исследование было посвящено особенностям постнатальной адаптации недоношенных детей.
В сентябре 1972 года постановлением Совета министров СССР Новикова была назначена на должность заместителя министра здравоохранения СССР по вопросам охраны здоровья детей и женщин. На новом посту Елена Чеславовна уделяла особое внимание вопросам снижения детской смертности, налаживания акушерской работы в сельской местности, совершенствования поликлинической помощи детям и подросткам, санитарно-гигиенического режима в родильных домах, поиска оптимальной смеси для питания детей раннего возраста и многим другим проблемным направлениям. Заслуги Новиковой были отмечены орденом Трудового Красного Знамени; государственная награда была вручена заместителю министра в Московском Кремле.
Будучи заместителем министра здравоохранения, Новикова являлась членом Комитета советских женщин, членом правления Всесоюзного научного общества детских врачей, в течение многих лет занимала должность главного редактора журнала «Вопросы охраны материнства и детства», возглавляла работу по сотрудничеству c Народной Республикой Болгария в Доме дружбы с зарубежными странами; была хорошо знакома с первой женщиной-космонавтом В. Н. Терешковой. По словам самой Новиковой, «по мере нарастания различных обязанностей в Минздраве и различных общественных „нагрузок“» она покинула должность заведующего отделения патологии недоношенных и новорождённых детей.
Новикова покинула пост заместителя министра в 1984 году. С 1984 года по 2001 год работала в Центральном институте усовершенствования врачей (ныне — Российская медицинская академия непрерывного профессионального образования) в качестве старшего, а затем ведущего научного сотрудника.
Жила в Москве. Скончалась, как отмечало информационное агентство «ТАСС», «в кругу близких родственников в своей квартире на Космодамианской набережной» 11 января 2021 года.

## Научная деятельность
Исследования Новиковой затрагивали проблемы неонатальной кардиологии, инфекционной патологии у новорождённых, в частности, сепсиса и энтероколита у крайне незрелых недоношенных детей, а также были посвящены разработке организационно-методических подходов в неонатологии. За годы научной деятельности стала автором более 200 научных работ, в том числе монографий, руководств для врачей и методических рекомендаций; опубликован также ряд трудов, созданных Новиковой в соавторстве с коллегами из Германии и Болгарии. Как отмечалось в издании «Российский педиатрический журнал», многие из печатных работ Новиковой получили широкую известность за рубежом.
Новикова считается одним из основателей из создателей советской и российской школы неонатологов, её также называли одним из ведущих отечественных специалистов в области неонатологии. «Российский педиатрический журнал» называл Новикову блестящим, эрудированным неонатологом-клиницистом. «Ее лекции и клинические обходы явились школой клинического мышления для многих поколений неонатологов», — подчёркивалось в статье, посвящённой 90-летнему юбилею Елены Чеславовны. Под руководством Новиковой было защищено 37 кандидатских и 14 докторских диссертаций. Докторская диссертация самой Новиковой, как подчёркивалось в «Российском педиатрическом журнале», «не только подвела итоги предшествующего этапа изучения детей, родившихся преждевременно, но и определила основные направления дальнейших клинических разработок».
Участница множества медицинских конференций и форумов, в том числе и международных; выступления Новиковой пользовались значительным вниманием и интересом аудитории. Принимала участие в международных съездах педиатров в Венгрии, Индии, Испании, причём на некоторых мероприятиях выступала с докладами, а на одном из съездов в Барселоне вела часть заседаний. «Приходилось отстаивать наши принципы за рубежом», — отмечала сама Новикова; так, по воспоминаниям Елены Чеславовны, на международной конференции в Швейцарии ей удалось доказать необходимость именно грудного вскармливания новорождённых детей в возрасте до года, «категорически отвергнув мнение» американского педиатра Бенджамина Спока; Новикова писала, что Спок считал рациональным осуществлять кормление грудных детей искусственными молочными смесями, «дабы освободить американских женщин от излишней нагрузки».

## Награды
Удостоена ряда советских и зарубежных государственных наград, среди них:
- орден Трудового Красного Знамени[1][2][4];
- орден «Знак Почёта»[1][2][4];
- звание «Заслуженный деятель науки РСФСР»[1][2][4];
- медали[1][2], в том числе одна медаль Народной Республики Болгария[4].